# Penam
Penam is een organische verbinding die bestaat uit een bètalactamring die aansluit op een thiazolidine-ring, dit is een verzadigde vijfring met één zwavelatoom en één stikstofatoom, met daartussen één koolstofatoom. De ringen hebben een gemeenschappelijke stikstof-koolstofbinding.
Een aantal bètalactamantibiotica zijn penamderivaten, namelijk de penicilline-antibiotica: penicilline zelf en daarmee verwante stoffen zoals benzylpenicilline, ampicilline of amoxicilline.